# Guerra do Futebol
A Guerra do Futebol (em castelhano:  Guerra del Fútbol) ou a Guerra das 100 horas (em castelhano:  Guerra de las Cien Horas) foi um breve conflito militar travado entre El Salvador e Honduras em 1969, que durou apenas quatro dias (de 14 a 18 de julho de 1969). As tensões existentes entre os dois países coincidiram com tumultos durante as eliminatórias da Copa do Mundo FIFA de 1970.
A guerra começou em 14 de julho de 1969, quando os militares salvadorenhos lançaram um ataque contra Honduras. A Organização dos Estados Americanos (OEA) negociou um cessar-fogo na noite de 18 de julho (daí "Guerra das 100 Horas"), que entrou em vigor em 20 de julho. As tropas salvadorenhas foram retiradas no início de agosto. A guerra teve consequências importantes para ambos os países e foi um fator importante no início da Guerra Civil Salvadorenha, uma década depois.

## Contexto
Embora o apelido de "Guerra do Futebol" implique que o conflito se deveu a uma partida de futebol, as causas da guerra foram muito mais profundas. As raízes foram questões sobre a reforma agrária em Honduras e problemas de imigração e demográficos em El Salvador. Honduras tem mais de cinco vezes a área do vizinho El Salvador, mas em 1969 a população de El Salvador (3,7 milhões) era 40% maior que a de Honduras (2,6 milhões). No início do século XX, os salvadorenhos começaram a migrar em grande número para Honduras. Em 1969, mais de 300 000 salvadorenhos viviam em Honduras. Esses salvadorenhos representavam mais de 10% da população de Honduras.

### Reforma agrária
Nas Honduras, como em grande parte da América Central, a grande maioria das terras pertencia a grandes proprietários ou grandes corporações. A United Fruit Company possuía 10% das terras, dificultando a concorrência do proprietário médio. Em 1966, a United Fruit uniu-se a muitas outras grandes empresas para criar a Federación Nacional de Agricultores y Ganaderos de Honduras (FENAGH; Federação Nacional de Agricultores e Pecuaristas de Honduras). A FENAGH era anti-campesinato e também anti-salvadorenha. Este grupo pressionou o presidente hondurenho, General Oswaldo López Arellano, para proteger a propriedade dos ricos proprietários de terras. Em 1962, Honduras promulgou com sucesso uma nova lei de reforma agrária. Totalmente aplicada em 1967, esta lei deu ao governo central e aos municípios grande parte das terras ocupadas ilegalmente por imigrantes salvadorenhos e redistribuiu-as aos hondurenhos nativos, conforme especificado pela Lei da Reforma Agrária. A terra foi tirada tanto de agricultores imigrantes como de posseiros, independentemente das suas reivindicações de propriedade ou estatuto de imigração. Isto criou problemas para salvadorenhos e hondurenhos que eram casados. Milhares de trabalhadores salvadorenhos foram expulsos das Honduras, incluindo trabalhadores migrantes e colonos de longa duração.

### A Copa de 70
Os dois países, que na época já demonstravam uma relação política instável, tiveram seus níveis de hostilidade aumentados drasticamente em junho de 1969, após uma série de três partidas de futebol entre as seleções das duas nações, que disputavam uma vaga para a Copa do Mundo FIFA de 1970. Durante as partidas, jogadores, torcedores e imigrantes nos dois países foram expulsos, perseguidos e assassinados, levando os dois países a romperem relações diplomáticas no fim do mesmo mês.
As partidas foram:
| Placar                   | Data                | Local da partida |
| ------------------------ | ------------------- | ---------------- |
| Honduras 1–0 El Salvador | 8 de junho de 1969  | Tegucigalpa      |
| El Salvador 3–0 Honduras | 15 de junho de 1969 | San Salvador     |
| El Salvador 3–2 Honduras | 27 de junho de 1969 | Cidade do México |

Houve brigas entre torcedores no primeiro jogo na capital hondurenha, Tegucigalpa, em 8 de junho de 1969, que Honduras venceu por 1–0. O segundo jogo, em 15 de junho de 1969, na capital salvadorenha de San Salvador, vencido por 3 a 0 por El Salvador, foi seguido por uma violência ainda maior. Em 27 de junho de 1969, a partida do play-off aconteceu na Cidade do México, a qual El Salvador venceu por 3–2 após a prorrogação. No mesmo dia, El Salvador dissolveu todos os laços diplomáticos com Honduras, afirmando que nos dez dias desde o jogo em El Salvador, 11.700 salvadorenhos foram forçados a fugir de Honduras. Afirmou que como Honduras "nada fez para evitar o assassinato, a opressão, o estupro, o saque e a expulsão em massa dos salvadorenhos", não fazia sentido manter relações. Afirmou ainda que “o governo de Honduras não tomou quaisquer medidas eficazes para punir estes crimes que constituem genocídio, nem deu garantias de indenização ou reparação pelos danos causados aos salvadorenhos”.

## Conflito

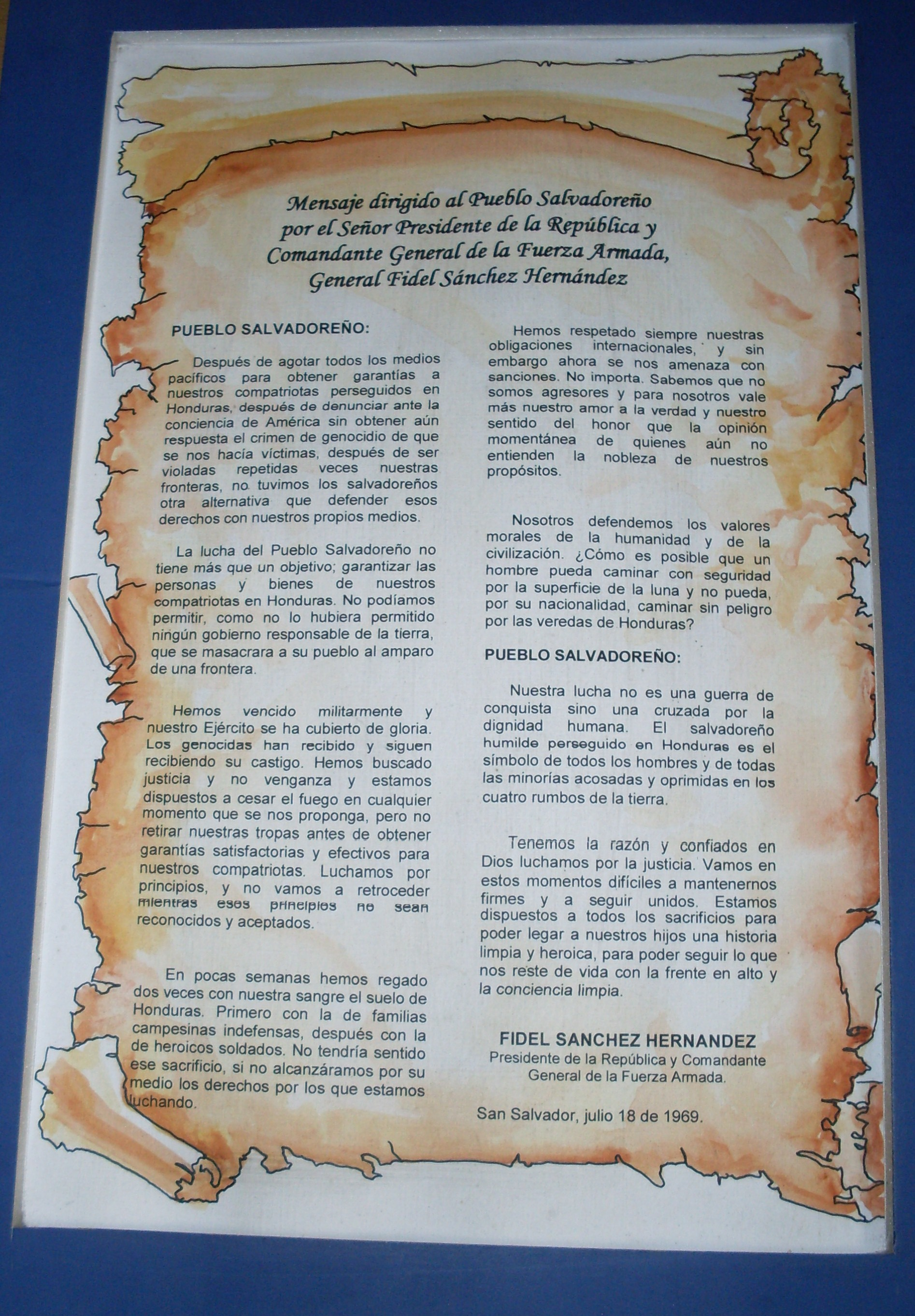
Declaração do presidente salvadorenho Fidel Sánchez Hernández sobre a guerra em 18 de julho de 1969.

### Ofensiva salvadorenha
No final da tarde de 14 de julho de 1969, teve início a ação militar concertada. El Salvador foi colocado em blecaute e a Força Aérea Salvadorenha, usando aviões de passageiros com explosivos amarrados nas laterais como bombardeiros, atacou alvos dentro de Honduras. Os alvos dos ataques aéreos salvadorenhos incluíam o Aeroporto Internacional de Toncontín, o que deixou a Força Aérea de Honduras incapaz de reagir rapidamente. O Exército Salvadorenho, que era maior, lançou grandes ofensivas ao longo das duas estradas principais que ligam as duas nações e invadiu Honduras. A fase de invasão foi executada por três contingentes principais: o Teatro Chalatenango, o Teatro Norte e o Teatro Leste.
O Teatro Chalatenango estava localizado no lado noroeste de El Salvador, incluindo os departamentos de Santa Ana e Chalatenango, do outro lado da cordilheira próxima à fronteira, e o rio Sumpul. Esta era uma região estratégica devido ao seu rico solo e clima; no entanto, este Teatro não entraria em nenhum combate, pois seria desdobrado apenas no caso de penetração hondurenha em El Salvador. O Teatro Norte era composto por uma pequena unidade de veículos blindados e grande quantidade de mão-de-obra. O Teatro Leste seria desdobrado nos departamentos de La Unión e Morazán. Este Teatro era composto por uma grande divisão mecanizada, veículos blindados de combate como o M3 Stuart e uma grande quantidade de artilharia como o obuseiro M101 105mm. Inicialmente, o exército salvadorenho fez um rápido progresso a uma curta distância da capital hondurenha, Tegucigalpa.

### Guerra aérea

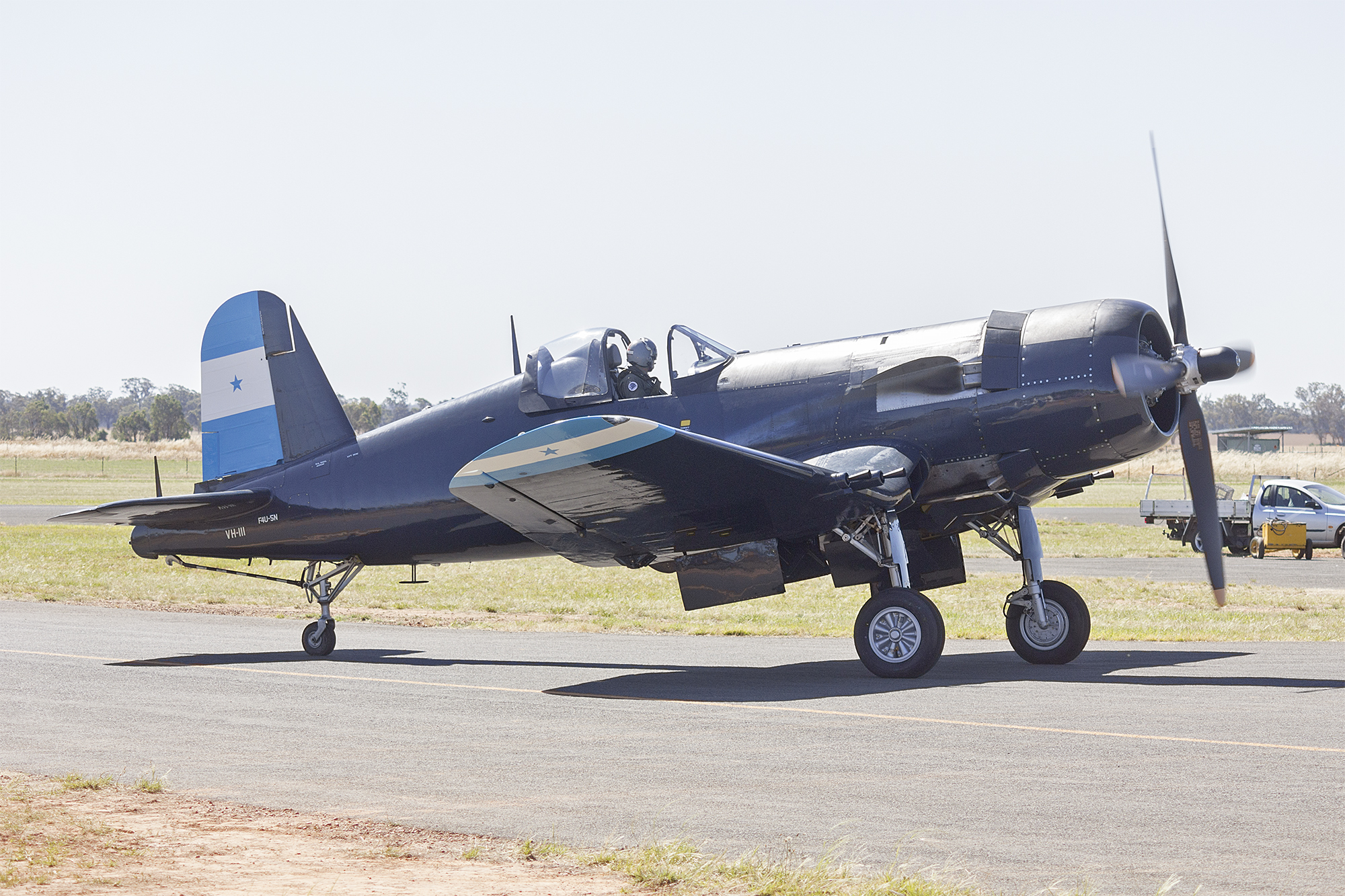
Um Vought F4U Corsair da Força Aérea de Honduras, um modelo de aeronave usada durante a guerra.

A Força Aérea de Honduras reagiu atacando a base aérea salvadorenha de Ilopango. Os bombardeiros hondurenhos atacaram pela primeira vez na manhã de 16 de julho. Quando o ataque começou, a artilharia antiaérea salvadorenha abriu fogo, repelindo alguns dos bombardeiros. Os bombardeiros tinham ordens de atacar o porto de Acajutla, onde ficavam as principais instalações petrolíferas de El Salvador. Os alvos dos ataques aéreos hondurenhos também incluíam instalações petrolíferas menores, como as de Cutuco.
Ambos os lados empregaram aeronaves projetadas na época da Segunda Guerra Mundial. Todos os aviões envolvidos eram de origem norte-americana: Cavalier P-51D Mustang, F4U-1, -4 e -5 Corsair, T-28A Trojan, AT-6C Texan e até C-47 Skytrain convertidos em bombardeiros entraram em ação. Em 17 de julho, os pilotos de Corsair da Força Aérea de Honduras, Capitão Fernando Soto e seu ala, Capitão Edgardo Acosta, enfrentaram dois TF-51D Cavalier Mustang II salvadorenhos que estavam atacando outro Corsair enquanto ele metralhava alvos ao sul de Tegucigalpa. Soto entrou em combate com um Mustang e explodiu sua asa esquerda com três rajadas de canhão AN/M3 de 20mm, causando a morte do piloto Capitão Douglas Varela quando seu pára-quedas não abriu totalmente. Mais tarde naquele dia, a dupla avistou dois FG-1D Goodyear Corsair salvadorenhos. Eles descartaram os estoques de hardpoint antes de subir e fizeram um ataque de mergulho; Soto colocou fogo em um Corsair apenas para encontrar seu ala em seu encalço. Um intenso duelo entre eles terminou quando Soto entrou em um Split-S, dando-lhe uma solução de tiro que usou para abater o capitão Guillermo Reynaldo Cortez, que morreu na bola de fogo quando seu Corsair explodiu. A guerra foi o último conflito em que caças com motor a pistão se enfrentaram. El Salvador continuou a voar com seus Corsair sobreviventes em 1975; Honduras não aposentou sua frota até 1979.

## Fim do conflito

### Cessar-fogo

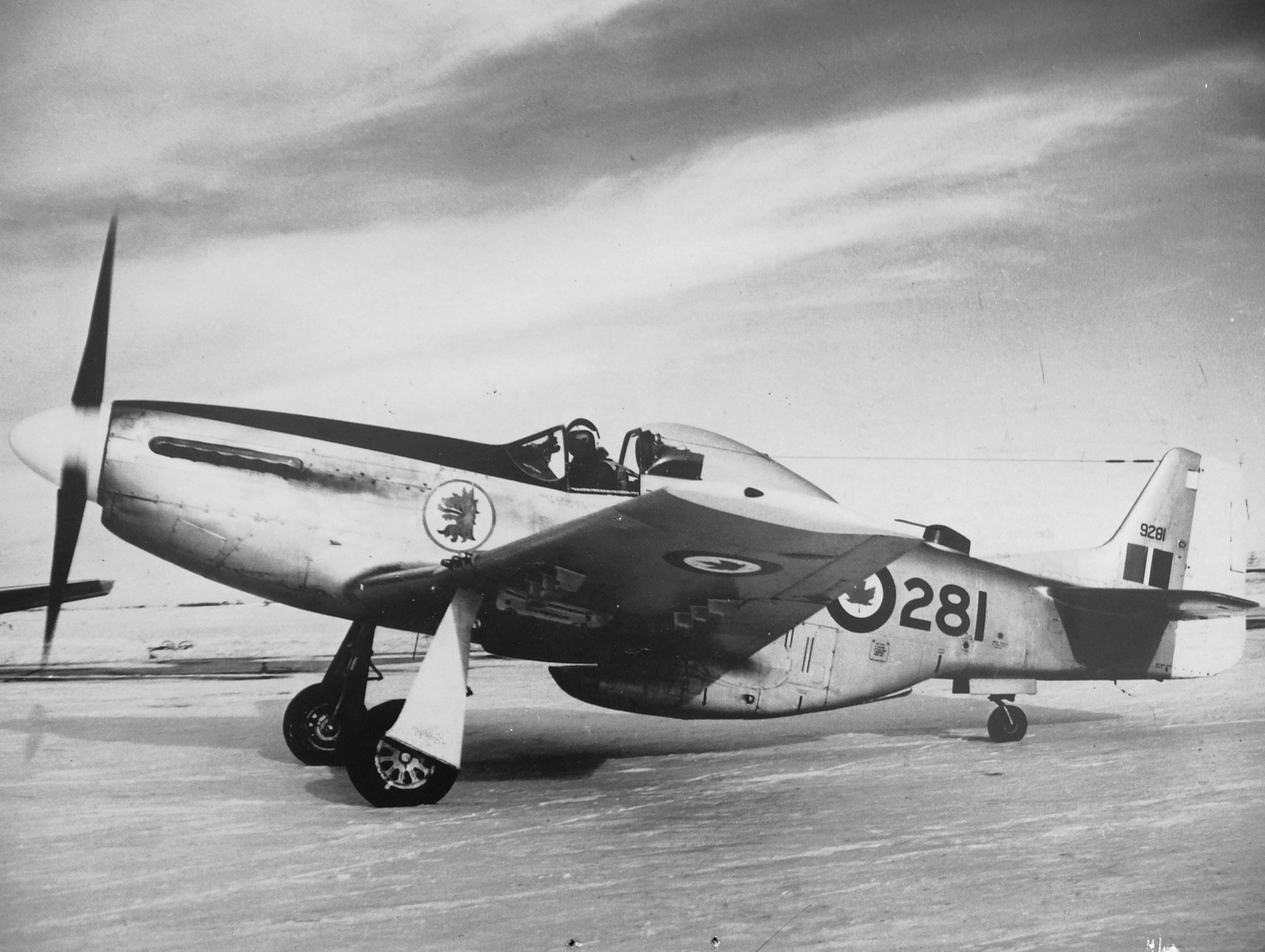
Mustang 9281 operado pelo 403 City of Calgary Squadron RCAF. Esta foto foi tirada em 15 de fevereiro de 1956 na RCAF Station Calgary, em Alberta, com Lynn Garrison na cabine. O 9281 foi vendido pelo governo canadense para James De Furia, de Nova York, e posteriormente voou com a Força Aérea de El Salvador durante a Guerra do Futebol de 1969.

O governo hondurenho apelou à intervenção da Organização dos Estados Americanos (OEA), temendo que o exército salvadorenho que se aproximava invadisse a capital Tegucigalpa. A OEA reuniu-se numa sessão urgente em 18 de julho e apelou a um cessar-fogo imediato e à retirada das forças de El Salvador de Honduras. El Salvador resistiu à pressão da OEA durante vários dias, exigindo que Honduras primeiro concordasse em pagar reparações pelos ataques aos cidadãos salvadorenhos e garantir a segurança dos salvadorenhos que permaneceram em Honduras. Um cessar-fogo foi acertado na noite de 18 de julho, o qual entrou em vigor apenas em 20 de julho. El Salvador continuou até 2 de agosto a resistir às pressões para retirar as suas tropas. Depois, uma combinação de pressões levou El Salvador a concordar com uma retirada nos primeiros dias de agosto.
Essas pressões persuasivas incluíam a possibilidade de sanções económicas da OEA contra El Salvador e o envio de observadores da OEA a Honduras para supervisionar a segurança dos salvadorenhos que permanecessem naquele país. A guerra propriamente dita durou pouco mais de quatro dias, mas demoraria mais de uma década para se chegar a um acordo de paz final.

### Retirada
El Salvador retirou suas tropas em 2 de agosto de 1969. Houve fortes pressões por parte da OEA, ameaçando repercussões debilitantes se El Salvador continuasse a resistir à retirada das suas tropas das Honduras. Honduras garantiu ao presidente salvadorenho Fidel Sánchez Hernández que o governo hondurenho forneceria segurança adequada aos salvadorenhos que ainda vivem em Honduras. Sánchez também pediu que fossem pagas reparações aos cidadãos salvadorenhos, mas isso nunca foi aceito pelos hondurenhos.

## Consequências

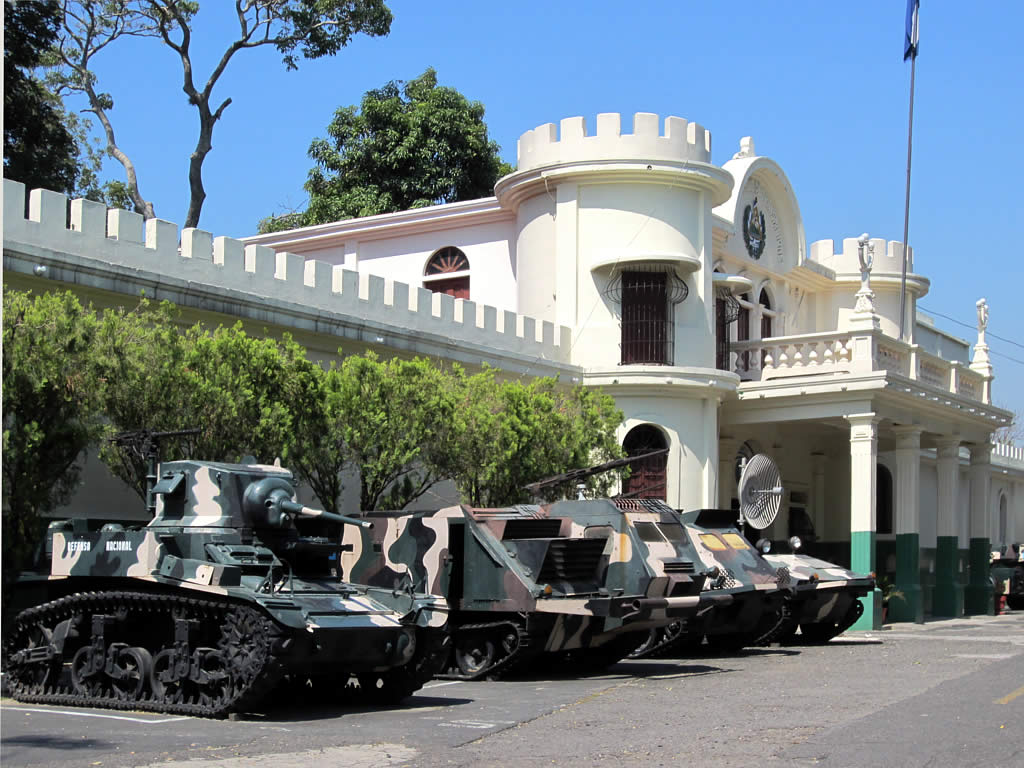
Tanque leve M3A1 Stuart salvadorenho usado na guerra, preservado no museu militar do Quartel El Zapote, em San Salvador, capital de El Salvador.

Ambos os lados da Guerra do Futebol sofreram muitas baixas. Cerca de 300 mil salvadorenhos foram deslocados; muitos foram exilados à força ou fugiram duma Honduras devastada pela guerra, apenas para entrar num El Salvador onde o governo não era acolhedor. A maioria destes refugiados foi forçada a sustentar-se com muito pouca assistência. Nos anos seguintes, mais salvadorenhos regressaram à sua terra natal, onde encontraram superpopulação e pobreza extrema.

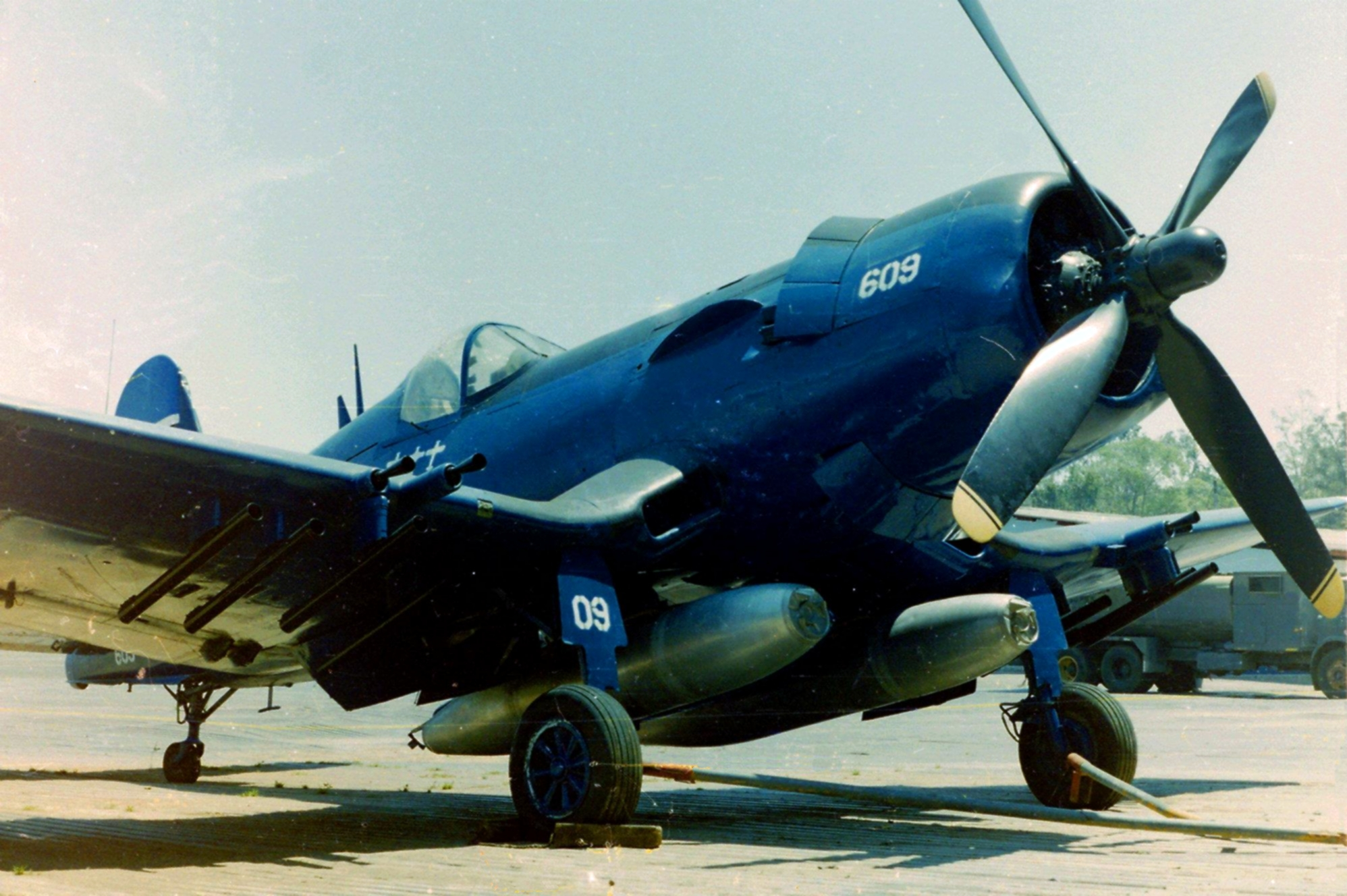
Vought F4U-5NL Corsair da Força Aérea de Honduras em exibição no Museu Aéreo de Tegucigalpa, em Honduras. Seu piloto, o Capitão Fernando Soto Henríquez, abateu um Cavalier F-51D Mustang e dois Goodyear FG-1D Corsair salvadorenhos em 17 de julho de 1969, naquele que é considerado o último combate aéreo entre aeronaves a pistão.

Foram 2 100 as baixas dessa guerra, na sua maioria civis. El Salvador sofreu cerca de 900 mortos, a maioria civis. Honduras perdeu 250 soldados de combate e mais de 2.000 civis durante a guerra de quatro dias. A maior parte da guerra foi travada em solo hondurenho e milhares de pessoas ficaram desabrigadas. O comércio entre Honduras e El Salvador foi gravemente perturbado e a fronteira foi oficialmente fechada. Isto prejudicou tremendamente as economias destas nações e ameaçou o Mercado Comum Centro-Americano (MCCA).
- A guerra resultou na suspensão de 22 anos do MCCA, um projecto de integração regional que tinha sido criado pelos Estados Unidos em grande parte como forma de neutralizar os efeitos da Revolução Cubana.
- O poder político dos militares em ambos os países foi reforçado. Nas eleições legislativas salvadorenhas que se seguiram, os candidatos do Partido de Conciliação Nacional (PCN), no poder, provinham em grande parte das fileiras das forças armadas. Depois de terem pedido desculpa pelo seu papel no conflito, tiveram muito sucesso nas eleições a nível nacional e local. Em contraste com o processo gradual de democratização que caracterizou a década de 1960, o establishment militar exerceria um controle crescente.
- A situação social em El Salvador piorou, uma vez que o governo se revelou incapaz de satisfazer as necessidades económicas dos seus cidadãos deportados das Honduras. A agitação social resultante foi uma das causas da Guerra Civil Salvadorenha, que se seguiu aproximadamente uma década depois, na qual 70 000 a 80 000 morreram e mais 8 000 desapareceram.
- Embora tenha iniciado a guerra, El Salvador disputou a Copa do Mundo; foi eliminado após perder as três primeiras partidas (URSS, México e Bélgica).[19][20]

### Tratados territoriais
Onze anos após o conflito, as duas nações assinaram um tratado de paz em Lima, no Peru, em 30 de Outubro de 1980, e concordaram em resolver a disputa fronteiriça sobre o Golfo de Fonseca e cinco secções da fronteira terrestre através do Tribunal Internacional de Justiça (CIJ). Em 1992, o Tribunal concedeu a maior parte do território disputado às Honduras e, em 1998, Honduras e El Salvador assinaram um tratado de demarcação de fronteiras para implementar os termos do decreto do TIJ. A área total disputada dada a Honduras após a decisão do tribunal foi de cerca de 374,5km². No Golfo de Fonseca, o tribunal concluiu que Honduras detinha a soberania sobre a ilha de El Tigre e El Salvador sobre as ilhas de Meanguera e Meanguerita.
A disputa continuou apesar da decisão da CIJ. Numa reunião realizada em março de 2012, o Presidente Porfirio Lobo das Honduras, o Presidente Otto Pérez da Guatemala e o Presidente Daniel Ortega da Nicarágua concordaram que o Golfo de Fonseca seria designado como zona de paz. El Salvador não participou da reunião. No entanto, em dezembro de 2012, El Salvador concordou com uma comissão tripartida de representantes governamentais de El Salvador, Honduras e Nicarágua que deveria cuidar das disputas territoriais através de meios pacíficos e encontrar uma solução até 1º de março de 2013. A comissão não se reuniu depois de dezembro e, em março de 2013, foram trocadas cartas duras ameaçando ação militar entre Honduras e El Salvador.